# Nizami, Ararat
Nizami là một đô thị thuộc tỉnh Ararat, Armenia. Dân số ước tính năm 2011 là 1473 người. Đô thị này thuộc vùng đô thị Yerevan.